# Elly Katabira
Elly Tebasoboke Katabira (?, ? de novembro de 1948) é um médico ugandés especializado em neurología e líder da luta contra o HIV/aids em África Oriental. Foi presidente da Sociedade Internacional de AIDS de 2010 a 2012.

## Biografia
Recebeu-se de médico na Universidade Makerere.